# Seznam hokejistů draftovaných týmem Hartford Whalers

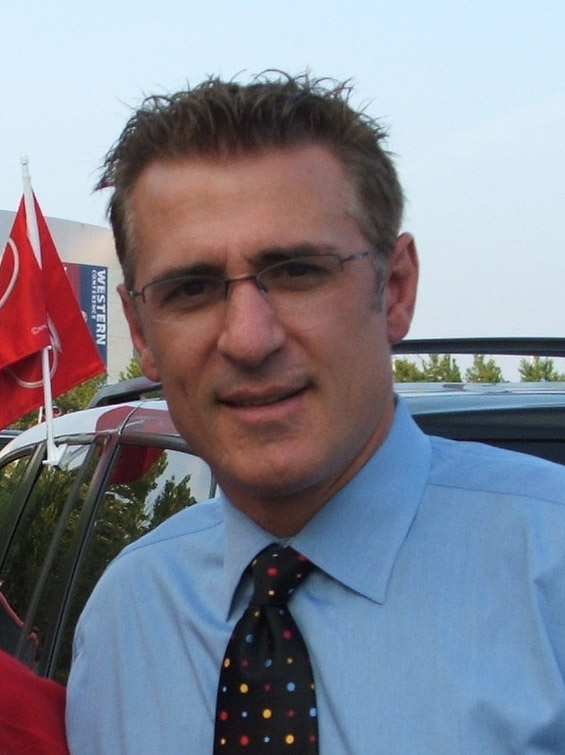

Toto je kompletní seznam hokejistů, kteří byli draftováni v NHL do týmu Hartford Whalers. To zahrnuje každého hráče, který byl draftován, bez ohledu na to, zda hrál za tým.

## Draft 1. kola

### Historie prvního kola
| † | Hráč který byl vybrán do hokejové síně slávy | Hráč který byl vybrán do hokejové síně slávy | Hráč který byl vybrán do hokejové síně slávy |
| * | Draftován z 1. místa                         | Draftován z 1. místa                         | Draftován z 1. místa                         |
| ≠ | Hráč který neodehrál žádný zápas v NHL       | Hráč který neodehrál žádný zápas v NHL       | Hráč který neodehrál žádný zápas v NHL       |

| Rok  | Místo | Hráč                   | Pozice       | Stát           | Předchozí tým (liga)              |
| ---- | ----- | ---------------------- | ------------ | -------------- | --------------------------------- |
| 1973 | 2     | Glenn Goldup           | Utočník      | Kanada         | Toronto Marlboros (OHA)           |
| 1973 | 12    | Blake Dunlop           | Utočník      | Kanada         | Ottawa 67's (OHA)                 |
| 1974 | 13    | Tim Young              | Utočník      | Kanada         | Ottawa 67's (OHA)                 |
| 1975 | 13    | Terry McDonald≠        | Centr        | Kanada         | Edmonton Oil Kings (WCHL)         |
| 1976 | Nikdo | Nikdo                  | Nikdo        | Nikdo          | Nikdo                             |
| 1977 | 11    | Ron Areshenkoff        | Centr        | Kanada         | Medicine Hat Tigers (WCHL)        |
| 1979 | 18    | Ray Allison            | Pravé křídlo | Kanada         | Brandon Wheat Kings (WHL)         |
| 1980 | 8     | Fred Arthur            | Obránce      | Kanada         | Cornwall Royals (QMJHL)           |
| 1981 | 4     | Ron Francis†           | Centr        | Kanada         | Sault Ste. Marie Greyhounds (OHL) |
| 1982 | 14    | Paul Lawless           | Levé křídlo  | Kanada         | Windsor Spitfires (OHL)           |
| 1983 | 2     | Sylvain Turgeon        | Levé křídlo  | Kanada         | Hull Olympiques (OHL)             |
| 1983 | 20    | David Jensen           | Utočník      | USA            | Lawrence Academy (Mass.)          |
| 1984 | 11    | Sylvain Côté           | Obránce      | Kanada         | Quebec Remparts (QMJHL)           |
| 1985 | 5     | Dana Murzyn            | Obránce      | Kanada         | Calgary Wranglers (WHL)           |
| 1986 | 11    | Scott Young            | Pravé křídlo | USA            | Boston University (H-East)        |
| 1987 | 18    | Jody Hull              | Pravé křídlo | Kanada         | Peterborough Petes (OHL)          |
| 1988 | 11    | Chris Govedaris        | Levé křídlo  | Kanada         | Toronto Marlboros (OHL)           |
| 1989 | 10    | Bobby Holík            | Centr        | Československo | HC Dukla Jihlava (ČSHL)           |
| 1990 | 15    | Mark Greig             | Pravé křídlo | Kanada         | Lethbridge Hurricanes (WHL)       |
| 1991 | 9     | Patrick Poulin         | Levé křídlo  | Kanada         | St. Hyacinthe Lasers (QMJHL)      |
| 1992 | 9     | Róbert Petrovický      | Centr        | Československo | HC Dukla Trenčín (ČSHL)           |
| 1993 | 2     | Chris Pronger          | Obránce      | Kanada         | Peterborough Petes (OHL)          |
| 1994 | 5     | Jeff O'Neill           | Centr        | Kanada         | Guelph Storm (OHL)                |
| 1995 | 13    | Jean-Sébastien Giguère | Brankář      | Kanada         | Halifax Mooseheads (QMJHL)        |

### Celkový výběr
|  | Hráči kteří hráli nejméně jeden zápas v NHL |
|  | Hráči kteří si zahráli v NHL All-Star Game  |

#### WHA
| Rok  | Kolo | Místo | Hráč             | Pozice       |
| ---- | ---- | ----- | ---------------- | ------------ |
| 1973 | 1    | 2     | Glenn Goldup     | Utočník      |
| 1973 | 1    | 12    | Blake Dunlop     | Utočník      |
| 1973 | 2    | 26    | Mike Clarke      | Centr        |
| 1973 | 3    | 38    | Tom Colley       | Centr        |
| 1973 | 4    | 41    | Randy Holt       | Obránce      |
| 1973 | 4    | 51    | Alan Hangsleben  | Obránce      |
| 1973 | 5    | 53    | Larry Patey      | Centr        |
| 1973 | 5    | 64    | Robert Raeder    | Brankář      |
| 1973 | 6    | 77    | Rick Chinnick    | Utočník      |
| 1973 | 7    | 90    | Steve Alley      | Levé křídlo  |
| 1974 | 1    | 13    | Tim Young        | Utočník      |
| 1974 | 2    | 28    | Mike Eruzione    | Levé křídlo  |
| 1974 | 3    | 43    | Peter Brown      | Obránce      |
| 1974 | 4    | 58    | Dick Lamby       | Obránce      |
| 1974 | 5    | 72    | Don McLean       | Obránce      |
| 1974 | 6    | 87    | Joe Rando        | Obránce      |
| 1974 | 7    | 102   | Brian Walsh      | Pravé křídlo |
| 1974 | 8    | 117   | John Nazar       |              |
| 1974 | 9    | 132   | Warren Miller    | Utočník      |
| 1974 | 10   | 145   | Tony White       | Utočník      |
| 1974 | 11   | 187   | Robbie Moore     | Brankář      |
| 1974 | 12   | 200   | Cliff Cox        | Utočník      |
| 1974 | 13   | 211   | Dave Staffen     | Utočník      |
| 1974 | 14   | 219   | Peter Tighe      |              |
| 1974 | 15   | 224   | Brian Durocher   | Brankář      |
| 1974 | 16   | 228   | Colin Ahern      | Centr        |
| 1974 | 17   | 232   | Dwane Byers      | Utočník      |
| 1975 | 1    | 13    | Terry McDonald   | Centr        |
| 1975 | 2    | 28    | Danny Arndt      | Levé křídlo  |
| 1975 | 3    | 43    | Matti Hagman     | Centr        |
| 1975 | 4    | 58    | Derek Spring     | Utočník      |
| 1975 | 5    | 72    | Gary McFadyen    | Pravé křídlo |
| 1975 | 6    | 86    | Terry Martin     | Utočník      |
| 1975 | 7    | 99    | John Tweedle     | Utočník      |
| 1975 | 8    | 111   | Mike Harazny     | Obránce      |
| 1975 | 9    | 123   | Dave Norris      | Levé křídlo  |
| 1975 | 10   | 136   | Paul Stevenson   |              |
| 1975 | 11   | 149   | Clark Jantzie    | Utočník      |
| 1976 | 2    | 79    | Mike Fidler      | Levé křídlo  |
| 1976 | 3    | 111   | Fred Williams    | Centr        |
| 1976 | 3    | 114   | Dave Debol       | Centr        |
| 1976 | 4    | 117   | Mike Kaszycki    | Utočník      |
| 1976 | 5    | 161   | Bill Baker       | Obránce      |
| 1976 | 5    | 175   | Mike Liut        | Brankář      |
| 1976 | 6    | 195   | Dwight Schofield | Obránce      |
| 1976 | 7    | 206   | Warren Young     | Utočník      |
| 1976 | 8    | 272   | Ken Morrow       | Obránce      |
| 1976 | 9    | 4     | Ed Clarey        |              |
| 1976 | 10   | 57    | Jon Hammond      | Levé křídlo  |
| 1977 | 1    | 11    | Ron Areshenkoff  | Centr        |
| 1977 | 2    | 15    | Moe Robinson     | Obránce      |
| 1977 | 2    | 19    | Randy Pierce     | Pravé křídlo |
| 1977 | 3    | 23    | John Baby        | Obránce      |
| 1977 | 5    | 43    | Brian Hill       | Pravé křídlo |
| 1977 | 6    | 52    | Jim Korn         | Obránce      |

#### NHL
| Rok  | Kolo | Místo | Hráč                   | Pozice              |
| ---- | ---- | ----- | ---------------------- | ------------------- |
| 1979 | 1    | 18    | Ray Allison            | Pravé křídlo        |
| 1979 | 2    | 39    | Stuart Smith           |                     |
| 1979 | 3    | 60    | Don Nachbaur           | Centr               |
| 1979 | 4    | 81    | Ray Neufeld            | Pravé křídlo        |
| 1979 | 5    | 102   | Mark Renaud            | Obránce             |
| 1979 | 6    | 123   | Dave McDonald          |                     |
| 1980 | 1    | 8     | Fred Arthur            | Obránce             |
| 1980 | 2    | 29    | Michel Galarneau       | Centr               |
| 1980 | 3    | 50    | Mickey Volcan          | Obránce             |
| 1980 | 4    | 71    | Kevin McClelland       | Pravé křídlo        |
| 1980 | 5    | 92    | Darren Jensen          | Brankář             |
| 1980 | 6    | 113   | Mario Cerri            |                     |
| 1980 | 7    | 134   | Mike Martin            |                     |
| 1980 | 8    | 155   | Brent Denat            |                     |
| 1980 | 9    | 176   | Paul Fricker           | Brankář             |
| 1980 | 10   | 197   | Lorne Bokshowan        | Centr               |
| 1981 | 1    | 4     | Ron Francis            | Centr               |
| 1981 | 3    | 61    | Paul MacDermid         | Pravé křídlo        |
| 1981 | 4    | 67    | Mike Hoffman           | Levé křídlo         |
| 1981 | 5    | 93    | Bill Maguire           | Obránce             |
| 1981 | 5    | 103   | Dan Bourbonnais        | Levé křídlo         |
| 1981 | 7    | 130   | John Mokosak           | Obránce             |
| 1981 | 8    | 151   | Denis Dore             |                     |
| 1981 | 9    | 172   | Jeff Poeschl           | Brankář             |
| 1981 | 10   | 193   | Larry Power            | Centr               |
| 1982 | 1    | 14    | Paul Lawless           | Levé křídlo         |
| 1982 | 2    | 35    | Mark Paterson          | Obránce             |
| 1982 | 3    | 56    | Kevin Dineen           | Pravé křídlo        |
| 1982 | 4    | 67    | Ulf Samuelsson         | Obránce             |
| 1982 | 5    | 88    | Ray Ferraro            | Centr               |
| 1982 | 6    | 109   | Randy Gilhen           | Levé křídlo         |
| 1982 | 7    | 130   | Jim Johannson          | Centr               |
| 1982 | 8    | 151   | Mickey Krampotich      | Levé křídlo         |
| 1982 | 9    | 172   | Kevin Skilliter        | Obránce             |
| 1982 | 11   | 214   | Dylen McKinlay         |                     |
| 1982 | 12   | 235   | Randy Cameron          | Obránce             |
| 1983 | 1    | 2     | Sylvain Turgeon        | Levé křídlo         |
| 1983 | 1    | 20    | David Jensen           | Utočník             |
| 1983 | 2    | 23    | Ville Siren            | Obránce             |
| 1983 | 3    | 61    | Leif Karlsson          |                     |
| 1983 | 4    | 64    | Dave MacLean           | Pravé křídlo        |
| 1983 | 4    | 72    | Ron Chyzowski          | Centr               |
| 1983 | 6    | 104   | Brian Johnson          | Centr               |
| 1983 | 7    | 124   | Joe Reekie             | Obránce             |
| 1983 | 8    | 143   | Chris Duperron         | Obránce             |
| 1983 | 8    | 144   | Jamie Falle            | Brankář             |
| 1983 | 9    | 164   | Bill Fordy             | Levé křídlo         |
| 1983 | 10   | 193   | Reine Karlsson         |                     |
| 1983 | 11   | 204   | Allan Acton            | Levé křídlo         |
| 1983 | 12   | 224   | Darcy Kaminski         | Obránce             |
| 1984 | 1    | 11    | Sylvain Côté           | Obránce             |
| 1984 | 6    | 110   | Mike Millar            | Pravé křídlo        |
| 1984 | 7    | 131   | Mike Vellucci          | Obránce             |
| 1984 | 9    | 173   | John Devereaux         | Centr               |
| 1984 | 10   | 193   | Brent Regan            | Centr               |
| 1984 | 11   | 214   | Jim Culhane            | Obránce             |
| 1984 | 12   | 234   | Peter Abric            | Brankář             |
| 1985 | 1    | 5     | Dana Murzyn            | Obránce             |
| 1985 | 2    | 26    | Kay Whitmore           | Brankář             |
| 1985 | 4    | 68    | Gary Callaghan         | Centr               |
| 1985 | 6    | 110   | Shane Churla           | Pravé křídlo        |
| 1985 | 7    | 131   | Chris Brant            | Levé křídlo         |
| 1985 | 8    | 152   | Brian Puhalski         | Levé křídlo         |
| 1985 | 9    | 173   | Greg Dornbach          |                     |
| 1985 | 10   | 194   | Paul Tory              | Pravé křídlo        |
| 1985 | 11   | 215   | Jerry Pawloski         |                     |
| 1985 | 12   | 236   | Bruce Hill             | Centr               |
| 1986 | 1    | 11    | Scott Young            | Pravé křídlo        |
| 1986 | 2    | 32    | Marc Laforge           | Obránce             |
| 1986 | 4    | 74    | Brian Chapman          | Obránce             |
| 1986 | 5    | 95    | Bill Horn              | Brankář             |
| 1986 | 6    | 116   | Joe Quinn              | Pravé křídlo        |
| 1986 | 7    | 137   | Steve Torrel           |                     |
| 1986 | 8    | 158   | Ron Hoover             | Levé křídlo         |
| 1986 | 9    | 179   | Rob Glasgow            |                     |
| 1986 | 10   | 200   | Sean Evoy              | Brankář             |
| 1986 | 11   | 221   | Cal Brown              |                     |
| 1986 | 12   | 242   | Brian Verbeek          | Centr               |
| 1987 | 1    | 18    | Jody Hull              | Pravé křídlo        |
| 1987 | 2    | 39    | Adam Burt              | Obránce             |
| 1987 | 4    | 81    | Terry Yake             | Centr               |
| 1987 | 5    | 102   | Mark Rousseau          |                     |
| 1987 | 6    | 123   | Jeff St. Cyr           | Obránce             |
| 1987 | 7    | 144   | Gregg Wolf             |                     |
| 1987 | 8    | 165   | John Moore             |                     |
| 1987 | 9    | 186   | Joe Day                | Centr               |
| 1987 | 11   | 228   | Kevin Sullivan         | Pravé křídlo        |
| 1987 | 12   | 249   | Steve Laurin           | Brankář             |
| 1988 | 1    | 11    | Chris Govedaris        | Levé křídlo         |
| 1988 | 2    | 32    | Barry Richter          | Obránce             |
| 1988 | 4    | 74    | Dean Dyer              | Centr               |
| 1988 | 5    | 95    | Scott Morrow           | Levé křídlo         |
| 1988 | 6    | 116   | Corey Beaulieu         | Obránce             |
| 1988 | 7    | 137   | Kerry Russell          | Centr               |
| 1988 | 8    | 158   | Jim Burke              |                     |
| 1988 | 9    | 179   | Mark Hirth             | Centr               |
| 1988 | 10   | 200   | Wayde Bucsis           | Levé křídlo         |
| 1988 | 11   | 221   | Rob White              |                     |
| 1988 | 12   | 242   | Dan Slatalla           |                     |
| 1989 | 1    | 10    | Bobby Holík            | Centr               |
| 1989 | 3    | 52    | Blair Atcheynum        | Pravé křídlo        |
| 1989 | 4    | 73    | Jim McKenzie           | Levé křídlo         |
| 1989 | 5    | 94    | James Black            | Obránce             |
| 1989 | 6    | 115   | Jerome Bechard         | Levé křídlo         |
| 1989 | 7    | 136   | Scott Daniels          | Levé křídlo         |
| 1989 | 8    | 157   | Raymond Saumier        | Pravé křídlo        |
| 1989 | 9    | 178   | Michel Picard          | Levé křídlo         |
| 1989 | 10   | 199   | Trevor Buchanan        | Pravé křídlo        |
| 1989 | 11   | 220   | John Battice           | Obránce             |
| 1989 | 12   | 241   | Peter Kasowski         | Centr               |
| 1990 | 1    | 15    | Mark Greig             | Pravé křídlo        |
| 1990 | 2    | 36    | Geoff Sanderson        | Levé křídlo         |
| 1990 | 3    | 57    | Mike Lenarduzzi        | Brankář             |
| 1990 | 4    | 78    | Chris Bright           | Pravé křídlo        |
| 1990 | 6    | 120   | Cory Keenan            | Obránce             |
| 1990 | 7    | 141   | Jerguš Bača            | Obránce             |
| 1990 | 8    | 162   | Martin D'Orsonnens     | Obránce             |
| 1990 | 9    | 183   | Corey Osmak            | Pravé křídlo        |
| 1990 | 10   | 204   | Espen Knutsen          | Centr               |
| 1990 | 11   | 225   | Tommie Eriksen         |                     |
| 1990 | 12   | 246   | Denis Chalifoux        | Centr               |
| 1991 | 1    | 9     | Patrick Poulin         | Levé křídlo         |
| 1991 | 2    | 31    | Martin Hamrlík         | Obránce             |
| 1991 | 3    | 53    | Todd Hall              | Levé křídlo         |
| 1991 | 3    | 59    | Michael Nylander       | Centr               |
| 1991 | 4    | 75    | Jim Storm              | Levé křídlo         |
| 1991 | 6    | 119   | Mike Harding           | Pravé křídlo        |
| 1991 | 7    | 141   | Brian Mueller          | Obránce             |
| 1991 | 9    | 198   | Juraj Jenčo            | Centr               |
| 1991 | 9    | 185   | Chris Belanger         | Obránce             |
| 1991 | 10   | 207   | Jason Currie           | Brankář             |
| 1991 | 11   | 229   | Mike Santonelli        | Utočník             |
| 1991 | 12   | 251   | Rob Peters             | Obránce             |
| 1992 | 1    | 9     | Róbert Petrovický      | Centr               |
| 1992 | 2    | 47    | Andrej Nikolišin       | Centr               |
| 1992 | 3    | 57    | Jan Vopat              | Obránce             |
| 1992 | 4    | 79    | Kevin Smyth            | Levé křídlo         |
| 1992 | 4    | 81    | Jason McBain           | Obránce             |
| 1992 | 6    | 143   | Jarrett Reid           | Utočník             |
| 1992 | 7    | 153   | Ken Belanger           | Levé křídlo         |
| 1992 | 7    | 177   | Konstantin Korotkov    | Centr               |
| 1992 | 4    | 191   | Dave Steven            | Centr               |
| 1992 | 10   | 225   | Steve Halko            | Obránce             |
| 1992 | 11   | 249   | Joakim Esbjors         | Obránce             |
| 1993 | 1    | 2     | Chris Pronger          | Obránce             |
| 1993 | 3    | 72    | Marek Malík            | Obránce             |
| 1993 | 4    | 84    | Trevor Roenick         | Pravé křídlo        |
| 1993 | 5    | 115   | Nolan Pratt            | Obránce             |
| 1993 | 8    | 188   | Manny Legace           | Brankář             |
| 1993 | 9    | 214   | Dmitrij Gorenko        | Utočník             |
| 1993 | 10   | 240   | Wes Swinson            | Obránce             |
| 1993 | 11   | 266   | Igor Čibirev           | Centr               |
| 1994 | 1    | 5     | Jeff O'Neill           | Centr               |
| 1994 | 4    | 83    | Hnat Domenichelli      | Centr               |
| 1994 | 5    | 109   | Ryan Risidore          | Obránce             |
| 1994 | 8    | 187   | Tom Buckley            | Centr               |
| 1994 | 9    | 213   | Ashlin Halfnight       | Obránce             |
| 1994 | 9    | 230   | Matt Ball              | Pravé křídlo        |
| 1994 | 10   | 239   | Brian Regan            | Brankář             |
| 1994 | 11   | 265   | Steve Nimigon          | Levé křídlo         |
| 1995 | 1    | 13    | Jean-Sébastien Giguère | Brankář             |
| 1995 | 2    | 35    | Sergej Fjodotov        | Obránce             |
| 1995 | 4    | 85    | Ian MacNeil            | Centr               |
| 1995 | 4    | 87    | Sami Kapanen           | Pravé křídlo        |
| 1995 | 5    | 113   | Hugh Hamilton          | Obránce             |
| 1995 | 7    | 165   | Byron Ritchie          | Centr               |
| 1995 | 8    | 191   | Milan Kostolny         | Levé křídlo         |
| 1995 | 9    | 217   | Mike Rucinski          | Obránce             |
| 1996 | 2    | 34    | Trevor Wasyluk         | Levé křídlo         |
| 1996 | 3    | 61    | Andrej Petrunin        | Pravé křídlo        |
| 1996 | 4    | 88    | Craig MacDonald        | Centr               |
| 1996 | 4    | 104   | Steve Wasylko          | Centr               |
| 1996 | 8    | 201   | Steve Youle            | Centr               |
| 1996 | 6    | 143   | Aaron Baker            | Brankář             |
| 1996 | 7    | 171   | Greg Kuznik            | Obránce             |
| 1996 | 8    | 197   | Kevin Marsh            | Levé a pravé křídlo |
| 1996 | 9    | 223   | Craig Adams            | Pravé křídlo        |
| 1996 | 9    | 231   | Aschat Rachmatullin    | Utočník             |

## Souvislé články
- Seznam hokejistů draftovaných týmem Hartford Whalers